# Hans Sommer (Heimatforscher)
Hans Sommer (* 23. Januar 1890 oder 1900 in Aeschlen; † 10. November 1989 in Hünibach bei Hilterfingen) war ein Schweizer Lehrer, Heimatforscher und Kulturhistoriker.
In seiner Todesanzeige hiess es 1989: "einige Woche vor seinem 90. Geburtstag." In seinem im selben Jahr erschienenen Buch, steht jedoch, dass er 1890 geboren sei. 

## Leben

### Familie
Hans Sommer war jüngste von acht Kindern des Lehrers Johann Sommer und dessen Ehefrau Emma (geb. Tellenbach).
Er war seit 1923 mit Klara (geb. Hutmacher) verheiratet; gemeinsam hatten sie mehrere Kinder.
1973 siedelte er um in die Riedstr. 43 b nach Hünibach.

### Werdegang
Hans Sommer besuchte anfangs die Primarschule in Aeschlen und darauf die Erziehungsanstalt Enggistein, wo seine Eltern das Vorsteheramt versahen, später kam er an die Sekundarschule Worb.
Nachdem er das Lehrerseminar Muristalden (heute: Campus Muristalden) bei Bern besucht hatte, war er von 1919 bis 1921 als Primarlehrer in Gmeis bei Zäziwil tätig, von 1923 bis 1933 war er Sekundarlehrer, Organist und Orchesterleiter in Sumiswald und von 1933 bis 1948 Lehrer an der Sekundarschule in Köniz; in dieser Zeit studierte er zusätzlich von 1934 bis 1938 Geschichte an der Universität Bern und an der Universität Genf und hörte Vorlesungen bei Richard Feller, Werner Näf und Fritz Strich. Er promovierte 1938 mit einer Dissertation über Karl Schnell zum Dr. phil.
Von 1948 bis 1968 war er Seminarlehrer für Deutsch und Geschichte am Lehrerinnenseminar Marzili in Bern; ab 1953 war er auch Deutschlehrer an den Sonderkursen zur Ausbildung von Primarlehrerinnen.

### Schriftstellerisches Wirken
Hans Sommer beschäftigte sich mit der bernischen Geschichte, Kulturgeschichte und Volkskunde.
Er verfasste unter anderem 1944 die Schrift Kleine Namenskunde und 1969 Volk und Dichtung des Emmentals sowie 1980 Am Wellenspiel der Aare. Mit seiner Publikation Wort, Worte, Wörter veröffentlichte er 1986 eine Sammlung seiner Sprachkolumnen in Der Bund.
Er publizierte im Kleinen Bund zahlreiche Artikel zur Wort- und Sprachgeschichte sowie zur Namenforschung, nachdem er dort Ende der 1960er Jahre das Konzept der Sprachrubrik Unser Deutsch entwickelt und gepflegt hatte. Dazu schrieb er Artikel in der Berner Zeitung Stübli, Sprachspiegel und Der Bund; insgesamt veröffentlichte er ungefähr 800 Aufsätze zu Sprachfragen aller Art.
Seine Sammlung literarisch-stilistischer Glossen aus Unser Deutsch des Kleinen Bund wurde unter dem Titel Unterwegs zu ... erst nach seinem Tod veröffentlicht.

## Ehrungen und Auszeichnungen
1977 erhielt Hans Sommer den Literaturpreis der Stadt Bern, wurde 1987 durch die Kulturkommission der Stadt Thun in einem Festakt geehrt und bekam 1988 den Kulturpreis des Kanton Bern.

## Mitgliedschaften
Hans Sommer war Mitglied des Berner Sprachvereins, des Berner Schriftstellerinnen und Schriftsteller Vereins, des Deutschschweizerischen Sprachvereins und des Bundes Schwyzertütsch, das ihn 1980 zu ihrem Ehrenmitglied ernannte.

## Schriften (Auswahl)
- Eine Schweizerreise in alter Zeit, doi:10.5169/seals-648245#704. In: Die Berner Woche. Band 26, Heft 39. 1936. S. 697–698.
- Die Brüder Schnell als Vorkämpfer der politischen Regeneration 1830/31, doi:10.5169/seals-637542#256. In: Die Berner Woche. Band 28, Heft 12. 1938. S. 275–276.
- Dorfleben im Mittelalter, doi:10.5169/seals-648615#1024. In: Die Berner Woche, Band 28, Heft 43. 1938. S. 1090–1092.
- Karl Schnell von Burgdorf, der Vorkämpfer der bernischen Volksherrschaft. Burgdorf, 1939.
- Karl Schnell, von Burgdorf. In: Burgdorfer Jahrbuch 1939, S. 7–238.
- Vor hundert Jahren: 1839 – ein bedeutungsvolles Jahr der Schweizergeschichte, doi:10.5169/seals-648652#1035. In: Die Berner Woche, Band 29, Heft 38. 1939. S. 1037–1039.
- Vor hundert Jahren: 1839 – ein bedeutungsvolles Jahr der Schweizergeschichte (Fortsetzung). In: Die Berner Woche, Band 29, Heft 40. 1939. S. 1090–1091.
- Vor hundert Jahren: 1839 – ein bedeutungsvolles Jahr der Schweizergeschichte (Schluss), doi:10.5169/seals-649348#1179. In: Die Berner Woche, Band 29, Heft 44. 1939. S. 1186–1091.
- Kulturgeschichtliche Sprachbilder. Bern: Francke, 1943.
- Kleine Namenskunde. Bern, Haupt, 1944.
- Von Sprachwandel und Sprachpflege: Beiträge zur Kultur- und Sprachgeschichte. Bern: Francke, 1945.
- Bundesversammlung 1848. Zürich, 1947.
- Münzen – Sprachlich gesehen. In: Sprachspiegel, Band 10, Heft 12. 1954. S. 184–187.
- „Chinder, was isch e Verfassig?“, doi:10.5169/seals-420412#326 In: Sprachspiegel, Band 11, Heft 5. 1955. S. 145–146.
- „Verwandte“, doi:10.5169/seals-420418#361. In: Sprachspiegel, Band 11, Heft 6. 1955. S. 164–167.
- Berner Stadtkunde. Bern: Haupt, 1957.
- Sprachliche Missverständnisse. In: Sprachspiegel, Band 16, Heft 4. 1960. S. 112–117.
- Sprachliche Missverständnisse (1. Fortsetzung). In: Sprachspiegel, Band 16, Heft 5. 1960. S. 144–148.
- Sprachliche Missverständnisse (2. Fortsetzung). In: Sprachspiegel, Band 16, Heft 6. 1960. S. 174–179.
- Sprachliche Missverständnisse (3. Fortsetzung), doi:10.5169/seals-420634#139. In: Sprachspiegel, Band 17, Heft 1. 1961. S. 13–17.
- Sprachliche Missverständnisse (Schluss), doi:10.5169/seals-420642#192. In: Sprachspiegel, Band 17, Heft 2. 1961. S. 41–47.
- Bärndütsch. In: Sprachspiegel, Band 18, Heft 5. 1962. S. 131–142.
- Eine verkappte Gesellschaft. In: Sprachspiegel, Band 21, Heft 6. 1963. S. 173–175.
- Von Kantonen und unsicheren Kantonisten. In: Sprachspiegel, Band 21, Heft 5. 1965. S. 149–150.
- Rund um den Geburtstag, doi:10.5169/seals-420855#209. In: Sprachspiegel, Band 22, Heft 2. 1966. S. 36–40.
- Witzwort und Kalauer, doi:10.5169/seals-420879#354. In: Sprachspiegel, Band 22, Heft 4. 1966. S. 123–124.
- Hans Cornioley siebzigjährig, doi:10.5169/seals-420889#457. In: Sprachspiegel, Band 22, Heft 6. 1966. S. 169–171.
- Wort und Wert – Ernstes und Heiteres aus dem Leben der Sprache. Bern: Francke, 1967.
- Heinrich Federer und die Sprache. In: Sprachspiegel, Band 24, Heft 4. 1968. S. 107–108.
- Wort und Verantwortung. In: Sprachspiegel, Band 24, Heft 5. 1968. S. 132–141.
- Wort und Verantwortung (Fortsetzung). In: Sprachspiegel, Band 24, Heft 6. 1968. S. 172–178.
- Volk und Dichtung des Emmentals. Bern: A. Franck, 1969.
- Wort und Verantwortung (Schluss), doi:10.5169/seals-420975#144. In: Sprachspiegel, Band 25, Heft 1. 1969. S. 19–25.
- S git numen eis Bärn. Bern: Francke 1971.
- Der Papst fordert zur sprachlichen Assimilierung auf. In: Sprachspiegel, Band 26, Heft 1. 1970. S. 12–13.
- Ungleiche Gäste. In: Sprachspiegel, Band 26, Heft 3. 1970. S. 85–87.
- Ein Bilderbuch – aber Vorsicht!, doi:10.5169/seals-422144#368 In: Sprachspiegel, Band 27, Heft 5. 1971. S. 148–149.
- Drei Dichter des Berner Oberlandes. Maria Lauber, Fritz Ringgenberg, Albert Streich. Bern: Francke, 1971.
- Uf Bärnerbode, Jugenderinnerungen von Gotthelf bis Dürrenmatt. Bern: Francke Verlag, 1972.
- Bilanz, doi:10.5169/seals-421048#158. In: Sprachspiegel, Band 28, Heft 1. 1972. S. 13–14.
- Acht und Bann. In: Sprachspiegel, Band 28, Heft 1. 1972. S. 14–17.
- Hübsch und Gut. In: Sprachspiegel, Band 28, Heft 2. 1972. S. 41–43.
- Lebendiges Deutsch: ernste und heitere Sprachbetrachtungen. Bern: Gute Schriften, 1973.
- Volk und Dichtung der Region Burgdorf. Bern: Francke, 1973.
- Helvetismen. In: Sprachspiegel, Band 29, Heft 4. 1973. S. 116–118.
- Zur Sprache des Gesetzgebers, doi:10.5169/seals-421156#348. In: Sprachspiegel, Band 30, Heft 4. 1974. S. 109–112.
- Gott lässt regnen und ‚sonnenscheinen‘, doi:10.5169/seals-421169#181. In: Sprachspiegel, Band 31, Heft 1. 1975. S. 11–12.
- ‚Indogermanisch‘ – was meint das eigentlich? In: Sprachspiegel, Band 31, Heft 3. 1975. S. 76–77.
- Karl Howald und seine Sigriswiler Chronik. In: Jahrbuch vom Thuner- und Brienzersee. 1975. S. 16–34.
- Volk und Dichtung des Berner Oberlandes. Bern: Francke, 1976.
- Bern und die Berner vor 125 Jahren. Bern: Wyss 1976.
- Von Kleidern und "Wänden". In: Sprachspiegel, Band 33, Heft 6. 1977. S. 169–171.
- Treffend schreiben. Thun: Ott, 1980.
- Bärndütsch – was isch das? 1979.
- Witzwort und Kalauer. In: Historischer Kalender, oder, Der Hinkende Bot, Band 252. 1979. S. 122–123.
- Deutsch und deutlich. In: Sprachspiegel, Band 35, Heft 4. 1979. S. 109–110.
- „Über das Pedantische in der deutschen Sprache“, doi:10.5169/seals-421282#389. In: Sprachspiegel, Band 35, Heft 5–6. 1979. S. 161–162.
- Am Wellenspiel der Aare. Bern: Francke, 1980.
- Lebendiges Deutsch. Bern: GS-Verlag, 1980.
- Treffend schreiben. Thun: Ott, 1980.
- Wiederholungen?, doi:10.5169/seals-421293#275 In: Sprachspiegel, Band 36, Heft 3. 1980. S. 76–77.
- „Ich bin kein Agent des Herrn Duden“, doi:10.5169/seals-421306#438. In: Sprachspiegel, Band 36, Heft 6. 1980. S. 173–174.
- Mit knapper Not davongekommen... In: Sprachspiegel, Band 38, Heft 1. 1982. S. 9–10.
- Deutsch, Niederdeutsch, Niederländisch, doi:10.5169/seals-421341#212. In: Sprachspiegel, Band 38, Heft 2. 1982. S. 47–48.
- „Mit Effizienz konfrontiert“. In: Sprachspiegel, Band 38, Heft 6. 1982. S. 172–173.
- Ein alter Berner erzählt. Bern: Francke, 1983.
- Selige Habseligkeiten, doi:10.5169/seals-421381#382. In: Sprachspiegel, Band 39, Heft 5. 1983. S. 142.
- Hagelhans und Janhagel. In: Sprachspiegel, Band 40, Heft 3. 1984. S. 70–71.
- „Sah ein Knab’ ein Röslein stehn“. In: Sprachspiegel, Band 41, Heft 5. 1985. S. 136–138.
- Wort, Worte, Wörter. Bern: Verl. Der Bund, 1986.
- Vom Stabreim zum Endreim. In: Sprachspiegel, Band 42, Heft 4. 1986. S. 100–101.
- „Die ruchlose Tat war hald ruchbar geworden“. In: Sprachspiegel, Band 42, Heft 5. 1986. S. 130–131.
- ‚Herrlich‘ und ‚dämlich‘. In: Sprachspiegel, Band 43, Heft 3. 1987. S. 67–68.
- Ohne Fremdwörter geht heute nichts mehr – es kommt bloss auf das Mass und die Textsorte an, doi:10.5169/seals-421489#354. In: Sprachspiegel, Band 43, Heft 5. 1987. S. 130–131.
- Bill, Getüm und Geziefer. In: Sprachspiegel, Band 44, Heft 1. 1988. S. 11–13.
- Auch um Ludwig Uhland ist es still geworden, doi:10.5169/seals-421508#228. In: Sprachspiegel, Band 44, Heft 2. 1988. S. 39–40.
- Vom Bildreichtum der deutschen Sprache. In: Sprachspiegel, Band 44, Heft 3. 1988. S. 66–67.
- „Überhaupt“ und andere „Haupt“-Sachen. In: Sprachspiegel, Band 45, Heft 3. 1989. S. 79–81.
- Mögen oder möchten? In: Sprachspiegel, Band 45, Heft 4. 1989. S. 103–104.
- Die phrygische Mütze der Jakobiner. In: Sprachspiegel, Band 45, Heft 5. 1989. S. 136–137.
- „Fiduz“ und andere Einwanderer. In: Sprachspiegel, Band 45, Heft 6. 1989. S. 171–172.
- Unterwegs zu ...: literarisch-stilistische Glossen aus „Unser Deutsch“ des „Kleinen Bund“. Bern Verl. Der Bund 1990.